# Acanthogonatus messii
Acanthogonatus messi es una especie de araña del género Acanthogonatus, familia Nemesiidae. Fue descrita científicamente por Signorotto & Ferretti en el año 2023.

## Distribución y hábitat
La especie fue descripta en la única localidad tipo conocida hasta el momento, a partir de un ejemplar hallado de noche, en una zona arenosa con pequeños arbustos, en las cercanías de Rada Tilly, en el departamento Escalante, cerca de la costa sur de la provincia de Chubut (Patagonia Argentina). Las entradas de las madrigueras poseían un diámetro aproximado de unos 15 mm. Los descubridores observaron que las arañas se alimentaban activamente. Por el comportamiento de los machos y hembras, estimaron que el período reproductivo de la especie en noviembre.

## Características
El holotipo masculino mide 9,19 mm y el paratipo femenino 11,93 mm.
Los machos presentan color del cuerpo marrón claro con estrías y márgenes oscuros, mientras que el abdomen es más clara, así como las patas. Las hembras, por su parte tienen el caparazón marrón con estrías y márgenes oscuros, el abdomen marrón claro con el dorso en forma de galón negro.

## Etimología
El epíteto específico «messii» es un homenaje al futbolista argentino Lionel Messi, por ser uno de los mejores jugadores de la historia del fútbol mundial de todos los tiempos, único ganador de ocho Balones de Oro.